# ラモン・フランコ

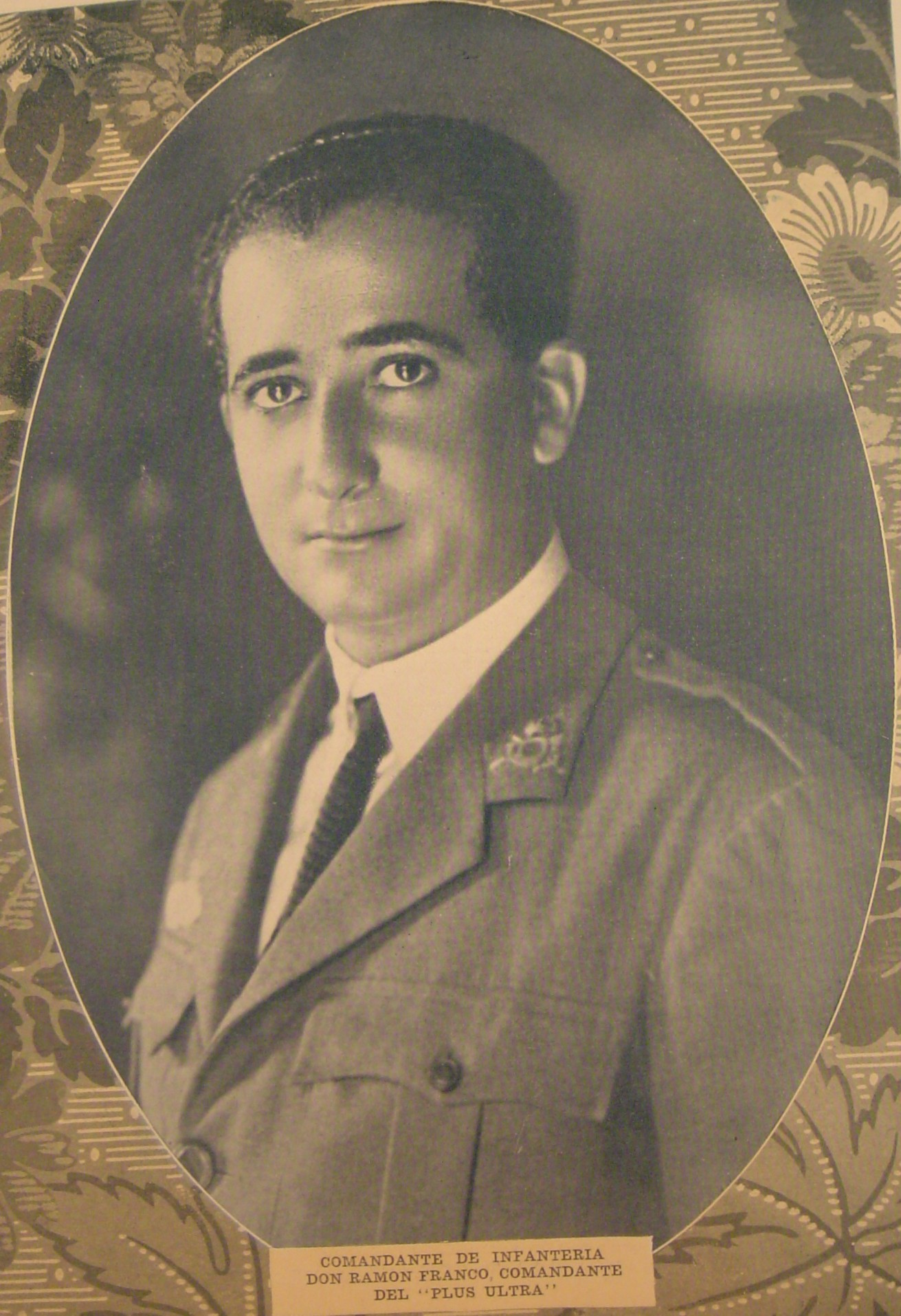
ラモン・フランコ(1926年)

ラモン・フランコ・イ・バアモンデ（Ramón Franco y Bahamonde、1896年2月2日 - 1938年10月）は、スペインの軍人。スペイン国民戦線軍の総司令官兼国家元首に就任したフランシスコ・フランコの弟で、スペインの航空のパイオニアである。

## 生涯
フェロル出身。陸軍で軍人としての経歴をはじめ1914年にモロッコで働いた。
1920年にスペイン空軍に転じ、1926年の大西洋横断飛行で国民的なヒーローとなった。1926年1月22日、パロス・デ・ラ・フロンテーラを出発した、プルス・ウルトラ号（ドルニエDo J）は1月26日にアルゼンチンのブエノス・アイレスに到着した。副操縦士はJulio Ruiz de Alda Miqueleizで、他にJuan Manuel DuranとPablo Radaが乗り組んだ。グラン・カナリア島、カーボベルデ、ペルナンブーコ、リオデジャネイロ、モンテビデオを経て、59時間39分の飛行で、10,270kmを飛行した。
この飛行は世界中の新聞に取り上げられ、飛行の成功後に、マドリッドのコロン広場に数千の人々が集まった。1929年に再度大西洋横断飛行を試みるが、その時は海上に墜落し、乗組員は数日後イギリス海軍の航空母艦に救助された。
ミゲル・プリモ・デ・リベーラの独裁時代には王制に反対する立場をとり、投獄されるが、脱出することができた。1930年10月、共和制支持のパイロットたちと、航空機を奪いマドリッド王宮の爆撃を企てるが成功しなかった。ポルトガルに亡命し、革命によって第二共和政が成立した後、スペインに戻った。
再び陸軍の軍人となり、航空部門の長となるが、アンダルシーアの無政府主義者の反乱に参加したことによって解雇された。バルセロナの左派共和党に加わり､政治活動に専念した。

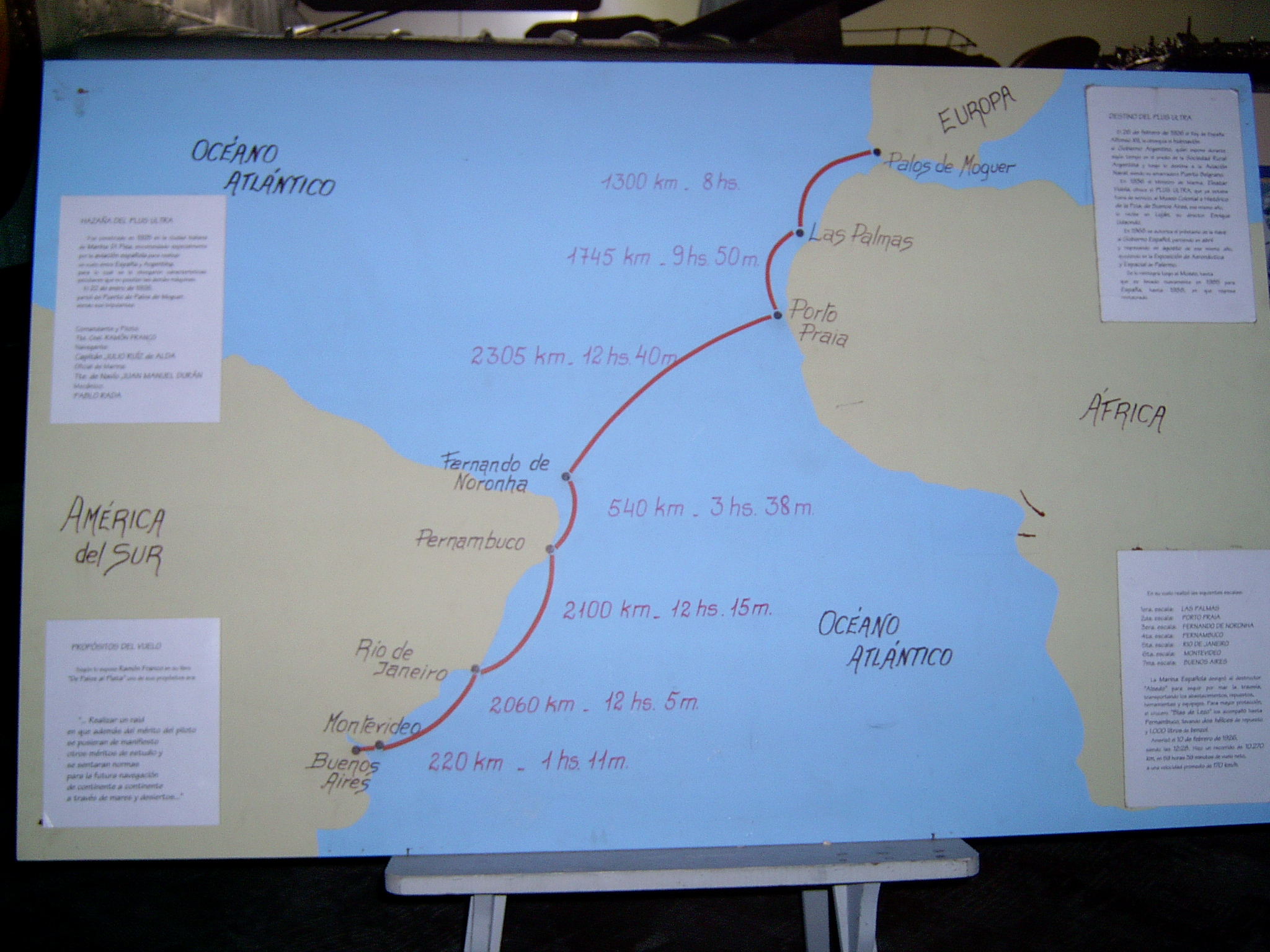
プルス・ウルトラ号の航路

スペイン内戦が勃発した1936年7月、フランコはアメリカのスペイン大使館の空軍武官であった。政治的には左派であったが、兄がリーダーの一人であった国民戦線軍側に参加した。マヨルカ島の航空基地の隊長に任じられたが、将校たちの支持は得られなかった。
1938年10月、共和国軍の地域を爆撃するための飛行の途中マヨルカ島のPollençaで水上機が墜落し死亡した。彼の飛行機の整備が充分行われなかったことによる事故であったという陰謀説もある。

## 人物
ラモン・フランコの「秘密の生涯」に焦点を当てた本の中で、作家でジャーナリストのホセ・マリア・ザヴァラ（Jose Maria Zavala）は、フランシスコ・フランコ総統の一人娘とされているカルメン（Carmen Polo Franco）が、ラモンの娘だったとするいくつかの証拠を挙げている。　
その1つが、ラモンの友人から得られた証言だ。この友人によると、ラモンは売春婦と関係を持ち、女の子が生まれたが、女性は出産直後に死亡した。そこで総統と妻のカルメン・ポロ（Carmen Polo）は、この女の子を自分たちの子どもとして育てたという。
その他の証拠としては、妊娠した妻の写真や娘カルメンの幼少時の写真が一切ないこと、書類などに記入されていた娘の誕生日が一貫していないことなどが挙げられるという。
この本は、総統にはこう丸が1つしかなかったという「驚愕の事実」も紹介している。これは、総統がかかっていた泌尿器科医の孫から聞いた話だという。
著者のザヴァラは、1916年の、北アフリカのスペイン保護領El Biutzにおける戦闘が原因だと確信している。同年6月28-29日、大尉として同地方での戦闘を指揮していた総統は、下腹部に銃弾を受け、重傷を負ったとされている。